# Pupiales
Pupiales é um município da Colômbia, localizado no departamento de Nariño.